# Witolin
Witolin – obszar należący do dzielnicy Praga-Południe w Warszawie, położony w jej wschodniej części. Znajduje się pomiędzy Gocławkiem, Grochowem, Gocławiem a granicą dzielnicy Wawer - jest ograniczony ulicami: Grochowską, Ostrobramską i Zamieniecką oraz bezimiennym dopływem kanału Nowa Ulga. 
Witolin nie został uwzględniony w podziale Miejskiego Systemu Informacyjnego Pragi-Południe. Został wpisany w obszar Gocławek (który objął swymi granicami także część Grochowa na wschód od placu Szembeka).

## Nazwa
Nazwę swoją zawdzięcza Marianowi Zajdlowi, który na początku XX wieku kupił olbrzymi ugór wzdłuż Grochowskiej – leżący vis a vis dworku Myślińskich i ciągnący się prawie do Gocławka. Cały ten teren nazwał Witolinem, na cześć swego pierworodnego syna Witolda.

## Historia
W 1780 król Stanisław August Poniatowski wszedł w formalne posiadanie dóbr skaryszewskich i odstąpił je swemu bratankowi, podskarbiemu wielkiemu litewskiemu księciu Stanisławowi Poniatowskiemu, który jeszcze w tym roku założył kolonię Grochów i podzielił ją na osiem części. Wówczas wydzielony został m.in. Grochów VII obejmujący obszar obecnego Witolina. Witolin do 1916 był podwarszawską osadą wiejską. W tym roku, wraz z Grochowem, został przyłączony do Warszawy. Po przyłączeniu do miasta Witolin przeżył rozkwit – ulica Kawcza została wybrukowana i oświetlona, zaczęły powstawać zakłady i warsztaty produkcyjne.
W 1919 na terenie o powierzchni ok. 30 ha znajdującym się w rejonie ul. Witolińskiej powstała żydowska ferma rolnicza (kibuc) przygotowująca Żydów do emigracji do Palestyny.
W kwartale zabudowy ograniczonym ulicami Zamieniecką, Grochowską, Tarnowiecką i Łukowską przeważa zabudowa jednorodzinna, w niektórych przypadkach jeszcze przedwojenna, porozdzielana wielorodzinnymi kamienicami. Z kolei osiedle Ostrobramska stanowi zespół wysokich (przeważnie 12-piętrowych) budynków mieszkalnych.